# Buren (single)
Buren is een single van de Nederlandse popgroep Turfy Gang uit 2021. 

## Achtergrond
Buren is geschreven door Joris van Oostveen en Koen Veth. Het is een nederpoplied dat gaat over een huisfeest met harde muziek. Hierbij bieden ze op een cynische manier van tevoren hun excuus aan aan de buren. Het is het eerste lied van de tot popgroep gevormde vriendengroep dat in de Nederlandse hitlijsten terechtkwam. Dit gebeurde nadat de popgroep een optreden had gehouden bij FunX waar ze het lied ten gehore brachten. Hierna ging het lied viral op TikTok.

## Hitnoteringen
De popgroep had enig succes in de Nederlandse hitlijsten met het nummer. In de Single Top 100 kwam het tot de negentiende plaats en was het tien weken te vinden. Er was geen notering in de Nederlandse Top 40, maar het kwam tot de tiende plaats van de Tipparade.